# Adesmus acangauna
Adesmus acangauna là một loài bọ cánh cứng trong họ Cerambycidae.